# Alize Johnson
Alize DeShawn Johnson (ur. 22 kwietnia 1996 w Williamsport) – amerykański koszykarz, występujący na pozycji silnego skrzydłowego.
W 2017 wystąpił w turnieju Adidas Nations Counselors.
22 marca 2021 zawarł 10-dniowy kontrakt z Brooklyn Nets. 1 kwietnia podpisał kolejną, identyczną umowę.
8 września 2021 został zawodnikiem Chicago Bulls. 26 grudnia 2021 został zwolniony. 28 grudnia 2021 zawarł 10-dniową umowę z Washington Wizards. 10 stycznia 2022 opuścił klub. 2 marca 2022 podpisał 10-dniowy kontrakt z New Orleans Pelicans. Po jego wygaśnięciu opuścił zespół. 12 marca 2022 zawarł kolejną 10-dniową umowę z Pelicans. Po jej zakończeniu opuścił drużynę.

## Osiągnięcia
Stan na 29 marca 2022, na podstawie, o ile nie zaznaczono inaczej.
NJCAA
- Zaliczony do składu honorable mention:
  - NJCAA All-America  (2016)
  - All-conference (2015)

NCAA
- Najlepszy nowo-przybyły zawodnik roku konferencji Missouri Valley (MVC – 2017)
- Zaliczony do I składu:
  - MVC (2017, 2018)
  - turnieju MVC (2017)
  - najlepszych nowo-przybyłych zawodników MVC (2017)
- Zawodnik tygodnia konferencji MVC (14.11.2016, 2.01.2017, 12.02.2018, 15.01.2018, 26.12.2017)

Indywidualne
- Zaliczony do II składu NBA G League (2021)[12]